# Cheiracanthium murinum
Cheiracanthium murinum is een spinnensoort uit de familie Cheiracanthiidae.
De wetenschappelijke naam van de soort werd in 1895 gepubliceerd door Tord Tamerlan Teodor Thorell.